# Каноника, Пьетро
Пьетро Каноника (итал. Pietro Canonica; 1 марта 1869, Монкальери — 8 июня 1959, Рим) — итальянский скульптор, художник и композитор. Создал ряд скульптур монархов и аристократии. Также изучал музыкальную композицию, написал пять опер и симфоническую поэму.

## Биография
Сын Джулио и Луиджии Пьедемонти. Будучи 12 лет от роду, поступил в академию искусств Альбертина в Турине, где был учеником Одоардо Табакки и уже в 1884 году трудился со своим учителем над надгробным памятником Синео для туринского кладбища — на Пьетро была ответственность за изготовление десяти статуэток ангелов; в 1885 году открыл собственную студию и получил заказ на четыре статуи для церкви Святого Лаврентия в Вилланова-Мондови; в следующем, 1886-м, году работает с малыми бронзовыми формами и достигает успеха.
Кладбищенские изваяния — частое приложение талантов Каноники, на одном только Туринском кладбище 35 его произведений; творил в технике мрамора, бронзы и терракоты, создавая скульптуры, в том числе известных людей. Был приверженцем классических форм и искусства эпохи Возрождения, совершал учебные поездки в Рим и Флоренцию, участвовал во многих художественных выставках: в Палермо в 1891, в Венеции в 1895, 1897 и 1899 гг., выезжал за рубеж для участия в Парижской выставке 1893 года, в Королевской академии в Лондоне (1903, 1904); выставлял свои работы в Турине в 1902, в Венеции в 1901 и 1907 гг., в Риме (1908).
С 1910 года скульптор работает в России по приглашению великой княгини Марии Павловны, тогда президента Императорской Академии Художеств; при этом творит наездами: сначала сеансы с заказчиками на месте, затем по глиняным изваяниям изготовление уже в Италии произведений из мрамора или бронзы.
В России, главным образом в Петербурге, Пьетро приобрёл известность и получал много заказов, поскольку его работы производили очень благоприятное впечатление как на самих моделей, так и на окружающих; он познакомился с Николаем II и работал над скульптурными изображениями царской семьи. В 1911 году состоялась персональная выставка Каноники, организованная Императорской Академией Художеств. Однако успешная работа скульптора в России после революций 1917 года сошла на нет, и постепенно его забыли, а он сам стал жить и работать в родной Италии.
В 1922 году переехал в Рим. Пьетро Каноника заключил соглашение с городским муниципалитетом, по которому ему был передан в пожизненное пользование домик Фортеццуола на Вилле Боргезе. Взамен Каноника обязался завещать Вечному городу все свои скульптуры. После смерти художника в его доме был открыт музей.
Преподавал в Римской академии изящных искусств. Его учеником был скульптор Альбино Манка, автор Воинского мемориала в Нью-Йорке (1963).
В 1929 году был избран в Итальянскую академию наук.
В 1950 году стал пожизненным сенатором.

## Семья
- Первая жена — Ольга Сормани[4];
- Вторая жена — Мария Ассунта Риджио[4].

Детей не было.

## Работы

### В скульптуре (избранное)

#### Италия
- Памятник итальянскому кавалеристу. Турин.

#### Россия
- Бюст великой княгини Марии Павловны[7].
- Бюст Николая II (ГМЗ Павловск[8]).
- Памятник Великому Князю Николаю Николаевичу. Петербург. Манежная площадь. 1913. Разрушен в 1918 году[9].
- Проект памятника Александру II. Частично изготовлен, но не установлен из-за революции.

#### Англия
- Бюст короля Эдуарда VII. Букингемский дворец.

#### Турция
- Монумент Республики. Стамбул, площадь Таксим. Скульптурная группа включает фигуры маршалов Мустафы Кемаля Ататюрка, Мустафы Исмета Инёню и Февзи Чакмака, а также представителей турецкого народа. Рядом с Ататюрком помещены скульптуры Климента Ворошилова и Семёна Аралова. Помощником ему в этой работе была турецкая женщина-скульптор Сабиха Бенгюташ.
- Памятник Кемалю Ататюрку. Анкара, 1927.
- Памятник Кемалю Ататюрку, Смирна, 1932.

#### Ирак
- Памятник королю Фейсалу I. Багдад. 1934. Разрушен в 1958 году, когда была свергнута монархия, впоследствии восстановлен.

### В музыке
- «Коринфская невеста» (итал. La sposa di Corinto), опера в 3 действиях, либретто Карло Бернарди (по одноимённому стихотворению Гёте), Рим, театр «Арджентина», 25 мая 1918 года;
- «Миранда» (итал. Miranda), опера в 3 действиях, либретто Карло Бернарди и Пьетро Каноники (по пьесе Шекспира ""Буря), Муниципальный театр казино в Сан-Ремо, 5 марта 1937 года;
- «Энрико ди Мирваль, любовь и жизнь» (итал. Enrico di Mirval, ovvero Amore è vita), опера, либретто композитора, Муниципальный театр казино в Сан-Ремо, 1939;
- «Медея» (итал. Medea), лирическая трагедия в 3 действиях, либретто композитора (по Еврипиду), Рим, Римский театр оперы и балета, 12 мая 1953 года;
- «Священная земля» (итал. Sacra Terra), лирическая драма в 1 прологе и 3 действиях, либретто композитора (по мотивам «Энеиды» Вергилия), написанное в 1957 году;
- «Впечатления» (итал. Impressioni), симфоническая поэма.

### В живописи
В доме-музее имени Пьетро Каноники выставлены сельские пейзажи и автопортрет.

## Галерея
- Монумент Республики. Площадь Таксим. Стамбул
- Памятник альпини (Стреза)
- Памятник Вел. кн. Николаю Николаевичу (старшему). СПб, 1914
- Памятник Боливару в Монтевидео
- Скульптурный портрет Франки Флорио